# توترية

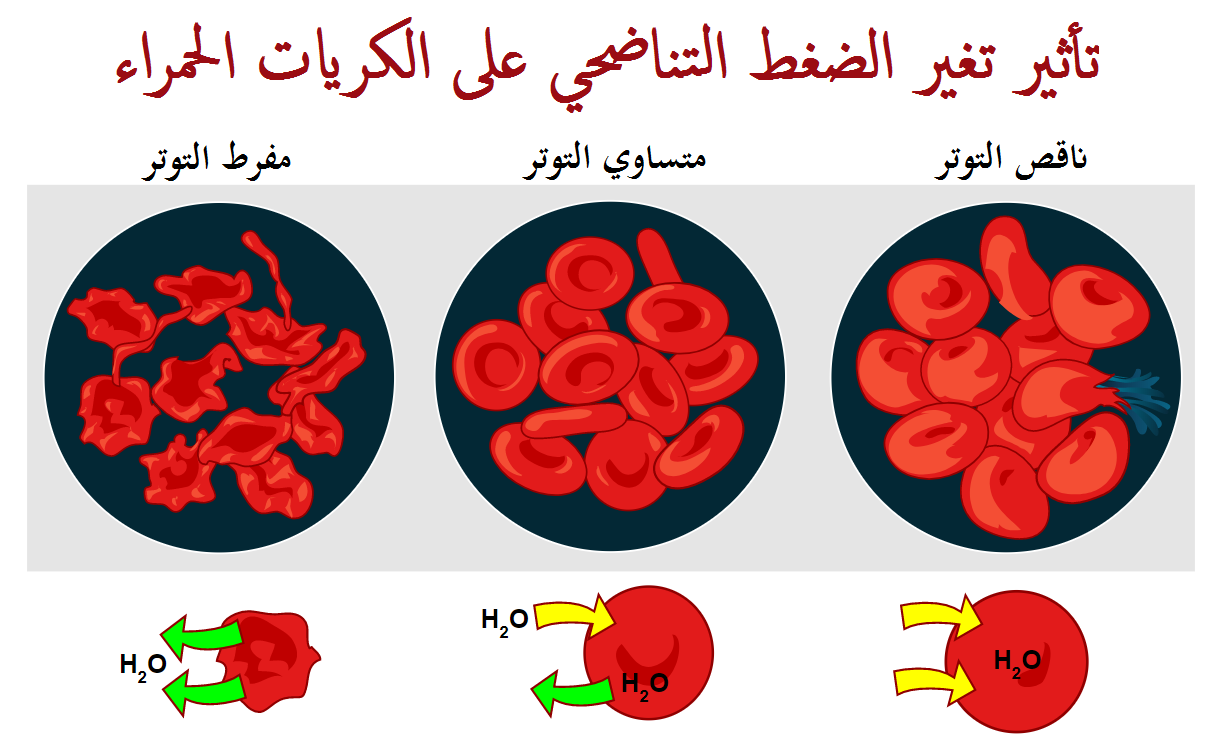
تأثير التناضحية على خلايا الدم

صورة مجهرية لما يحصل لخلايا الدم عند وضعها في محاليل مختلفة

التوترية (أو التناضحية، أو التحظرب[بحاجة لمصدر]) هي مقياس تدرج الضغط الاسموزي الفعال (و يحدد بحسب نسبة المياه في المحلولين) بين محلولين يفصل بينهما غشاء شبه منفذ أو في كلمات بسيطة هو التركيز النسبي للمحلول الذي يحدد الاتجاه ومدى الأنتشار. وهي تستخدم عادة عندما تصف استجابة خلايا مغمورة في محلول خارجي. على عكس الضغط الأسموزي، وتتأثر التوتوية فقط بالمواد المذابة التي لا تستطيع عبور الغشاء، وهذه فقط تمارس الضغط الاسموزي الفعال. المواد المذابة القادرة على عبور الغشاء بحرية لا تؤثر على التوترية لأنها سوف تكون دائما في تركيزات متساوية على جانبي الغشاء.

## التصنيف
هناك ثلاثة تصنيفات لتوترية المحلول مقارنة مع بقية المحاليل. وهم مفرط التوتر، منخفض التوتر، ومتساوي التوتر. 

### مفرط التوتر
مفرط التوتر يشير إلى تركيز أكبر. في علم الأحياء، المحلول مفرط التوتر هو محلول أو وسط مع تركيز أعلى من المواد المذابة خارج الخلية من داخل الخلية. عندما يتم غمر خلية في محلول مفرط التوتر، يكون الميل للمياه بالتدفق خارج الخلية من أجل تحقيق التوازن في تركيز المواد المذابة، فتنكمش الخلية لفقدانها الماء. 
عند وضع خلايا النبات في محلول مفرط التوتر، غشاء الخلية المرن يسحب بعيدا عن جدار الخلية الصلب، لكنها لا تزال تلتقي مع جدار الخلية في نقاط تدعى رابطات هيولية. الخلية تأخذ مظهر وسادة الدبابيس ورابطات هيولية تتوقف تقريبا إلى وظيفة لأنها تصبح جامدة: الحالة تعرف باسم انحلال الجبلة. في الخلايا النباتية لا يمكن استخدام المصطلحات متساوي التوتر، وناقص التوتر ومفرط التوتر بدقة بسبب الضغوط التي يمارسها جدار الخلية يؤثر بشكل كبير على نقطة التوازن التناضحي.

### منخفض التوتر
منخفض التوتر يشير إلى تركيز أقل. في علم الأحياء، المحلول منخفض التوتر يحتوي على نسبة أقل من المواد المذابة خارج الخلية من داخل الخلية. في محاولة لتحقيق التوازن في تركيزات المواد المذابة داخل وخارج الخلية، والماء يندفع إلى داخل الخلية، مما يؤدي إلى تضخم وربما الانفجار. 
وقد طورت بعض الكائنات الحية أساليب معقدة من التحايل على نقص الضغط التناضحي. على سبيل المثال، في المياه المالحة مفرطة التوتر للأسماك التي تعيش فيها. الأسماك في حاجة إلى مساحة كبيرة في الخياشيم للاتصال مع مياه البحر لتبادل الغازات، وبالتالي فإنها تفقد المياه بشكل تناضحي إلى البحر من الخلايا الخيشومية. أنها تستجيب إلى هذا فقدان عن طريق شرب كميات كبيرة من المياه المالحة، والتغوط بفعالية الملح الزائد. وهذا ما يسمى عملية التنظيم الأسموزي.

### متساوي التوتر
سائل متساوي التوتر هو الذي تركيزه الفعال هو نفس تركيز المادة المذابة في خلية. في هذه الحالة الخلية لا تتضخم ولا تنكمش بسبب عدم وجود فرق التركيز على المياه عبر غشاء الخلية. جزيئات الماء تنتشر عبر غشاء البلازما في كلا الاتجاهين، وبما أن معدل انتشار المياه هو نفسه في كل اتجاه لتلك الخلية فلا خسارة ولا فقدان المياه. 